# Membre hospitalier
Un membre est un bien immobilier et foncier rattaché et dépendant d'une commanderie hospitalière. C'est aussi, lors de la dévolution des biens de l'ordre du Temple une ancienne commanderie mis sous la dépendance d'une autre commanderie.

## Sources
- Eugène Mannier, Les commanderies du grand prieuré de France d'après les documents inédits conservés aux archives nationales à Paris, Paris, 1872 (lire en ligne)